# RFC 760
La RFC 760 est la RFC décrivant le protocole IP utilisé pour le routage des données (sur couche 3 du modèle OSI). La RFC 760 a été écrite en janvier 1980 par  J. Postel au nom de l'université du Sud de la Californie pour l'agence des projets avancés de recherche pour la défense 
Elle a été remplacée par la RFC 791